# Hyposidra violascens
Hyposidra violascens là một loài bướm đêm trong họ Geometridae.